# Traffic Giant
Traffic Giant é um jogo de computador lançado em 2001 pela empresa de software austriaca JoWood Productions. O jogo permite que o jogador criei um sistema de transporte em uma cidade usando ônibus, carros, monotrilhos, e maglevs.
O jogo utiliza uma perspectiva isométrica 2D em sua interface, similar com Transport Tycoon.